# Sabas Asidenos
Sabas ou Sabbas Asidenos (em grego: Σάβ[β]ας Ἀσιδηνός, fl. 1204–1216) foi um poderoso magnata local da região de Sampson (antiga Priene, na Jônia) no início do século XIII. Logo após a Quarta Cruzada, ele se estabeleceu como um governante independente antes de se submeter ao Império de Niceia.

## Biografia
A origem de Asidenos é desconhecida. Em 1204, assim como outros poderosos magnatas (como Teodoro Mangafa e Leão Esguro), ele se aproveitou do vácuo de poder provocado pela queda da capital do Império Bizantino frente à Quarta Cruzada para tomar o poder em Sampson e no baixo vale do rio Meandro. No final de 1205 ou no início de 1206, porém, ele foi forçado a reconhecer a suserania do maior reino sucessor bizantino na Anatólia, o Império de Niceia, liderado por Teodoro I Láscaris (r. 1204–1222). Asidenos se submeteu pacificamente e manteve sua influência local, possivelmente agindo como o governador da região.
Suas relações com o imperador niceno se tornaram mais próximos e Asidenos aparentemente se casou com uma Láscaris pois, em 1214, ele foi chamado por Teodoro I de simpétero (sympetheros; "parente por casamento" - cunhado, genro). Além disso, ele aparece com o título de sebastocrator, geralmente restrito aos irmãos do imperador na época. Asidenos é mencionado novamente em 1216 num documento de um mosteiro no monte Latros. Nada mais se sabe dele depois disso